# Церковь Покрова Пресвятой Богородицы (Варшавка)
Церковь Покрова Пресвятой Богородицы — приходской православный храм в посёлке Варшавка Карталинского района Челябинской области. Построен в 1900-е годы. Входит в состав Карталинского благочиния Магнитогорской епархии Челябинской митрополии Русской православной церкви. Здание храма является объектом культурного наследия и находится под охраной государства.

## История строительства храма
Деревянная церковь в селе Варшавка с деревянною колокольнею была возведена в 1908 году тщанием местных прихожан казачьего Варшавского поселка. Строительство храма началось в 1907 году на месте старой деревянной часовни. 16 ноября 1908 года был совершён обряд освящения церкви. Основное пожертвование на строительство храма осуществил местный зажиточный казак Михаил Иванович Брезгулевский, который был церковным старостой с 1908 года, а впоследствии захоронен на территории возле храма. Самостоятельный приход был организован в 1915 году.
Согласно информации из архивов в 1929 году Варшавский приход насчитывал 550 человек и был «тихоновского» течения, не был обновленческим.

## Советское время
В 1932 году советской властью было принято решение о закрытии Покровского храм. Иконы были развезены по всей Челябинской области, а главная икона храма находится в Киево — Печерской Лавре с надписью «с. Варшавка Полтавского района».
В 1940-е годы православные села Варшавки неоднократно обращались с просьбой восстановить приход и открыть здание для богослужений, однако советская власть верующих не поддержала Строение использовали не по назначению — размещали склад, клуб, спортзал.

## Современное состояние
В конце 1980-х годов жители села вновь стали просить о восстановлении храма. Сельхозпредприятие «Варшавское» выделило значительные средства на реставрацию. Прихожане тоже активно участвовали в сборе средств. Реставрацию стали осуществлять силами местных мастеров плотницкого дела: Меркулов Алексей Семёнович, Миронов Алексей Петрович, Гусельщиков Василий Тихонович. Лобырин Василий Андреевич провёл жестяные работы на крыше храма. К началу 1996 года Покровская церковь была полностью отремонтирована. 27 января 1996 года был совершён чин освящения храма, обряд провёл епископ Челябинский и Златоустовский Георгий (Грязнов).